# Goli
Goli (nep. गोली) – gaun wikas samiti we wschodniej części Nepalu w strefie Sagarmatha w dystrykcie Solukhumbu. Według nepalskiego spisu powszechnego z 2001 roku liczył on 458 gospodarstw domowych i 2305 mieszkańców (1190 kobiet i 1115 mężczyzn).